# Berliet O
Der Berliet O war ein nur als Chassis erhältliches PKW-Modell des Automobilbauers Berliet in Lyon aus dem Jahre 1907.

## Geschichte und Technik
Das Fahrzeug erhielt seine allgemeine Betriebserlaubnis durch den örtlich und sachlich zuständigen Inspecteur des Mines am 5. Juli 1907 zusammen mit dem Berliet HH. Wie lange das Fahrzeug gebaut wurde, ist aus den Akten nicht ersichtlich. Aufgrund seiner Größe ist es als Fahrzeug der Oberklasse einzustufen.
Der Sechszylindermotor (Bohrung 120 mm, Hub 140 mm, Hubraum 9500 cm³) leistete 60 PS bei 800/min. Steuerlich war der Wagen mit 35 CV fiscaux eingestuft.
Das Getriebe hatte vier Vorwärtsgänge und einen Rückwärtsgang. Der Antrieb erfolgte über Ketten auf die Hinterachse. Der Radstand betrug 3,41 m.